# Thallumetus
Thallumetus là một chi nhện trong họ Dictynidae.